# Liste der Naturdenkmale in Ransbach-Baumbach
Die Liste der Naturdenkmale in Ransbach-Baumbach nennt die im Gemeindegebiet von Ransbach-Baumbach ausgewiesenen Naturdenkmale (Stand 13. Juni 2024).

## Naturdenkmale
| Nr.         | Bezeichnung                 | Lage                                                                   | Beschreibung                                       | Bild            |
| ----------- | --------------------------- | ---------------------------------------------------------------------- | -------------------------------------------------- | --------------- |
| ND-7143-450 | Dicke Buche                 | Baumbach, südlich des Ortes; Abteilung Obere Herrenbirken 1. Teil Lage | Fagus sylvatica                                    | Fotos hochladen |
| ND-7143-451 | Zwei Rotbuchen im Stadtwald | Ransbach, nordöstlich des Ortes; Abteilung Hinten im Haarholz Lage     | Fagus sylvatica, zwei von ursprünglich drei Bäumen | Fotos hochladen |